# Pachylusius
Pachylusius is een geslacht van hooiwagens uit de familie Gonyleptidae.
De wetenschappelijke naam Pachylusius is voor het eerst geldig gepubliceerd door Mello-Leitão in 1949. 

## Soorten
Pachylusius is monotypisch en omvat slechts de volgende soort:
- Pachylusius incus